# Колониальные войска Нидерландов в Суринаме

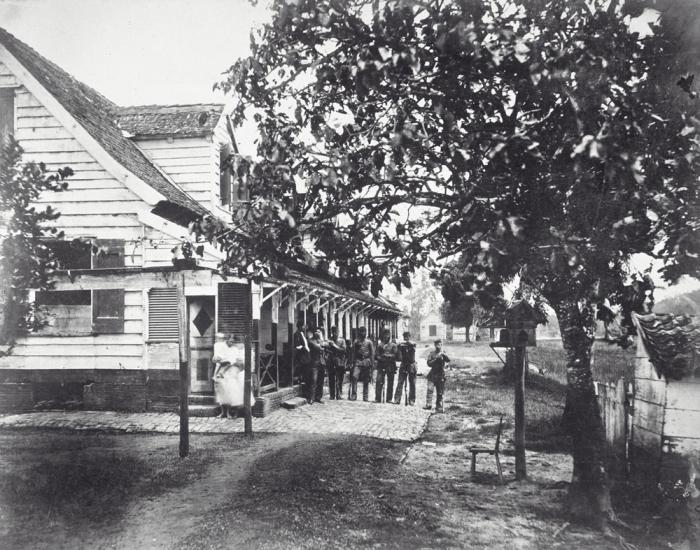
Колониальные войска Нидерландов в Форте Соммелсдейке (1884 год)

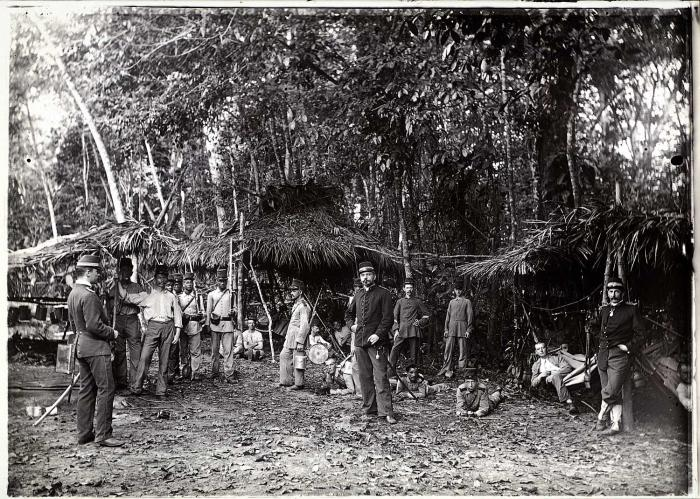
Колониальные войска в лесном лагере (1904—1907)

Колониальные войска Нидерландов в Суринаме (нидерл. Troepenmacht in Suriname TRIS)— воинское формирование, состоявшее из сил Нидерландов на территории Голландского Суринама.

## История
Подразделения из Вест-индийских охотников были в составе армии Нидерландов еще до 1814 года. В 1815 году были созданы 10-й и 11-й батальоны Вест-индийских охотников. Эти подразделения участвовали в Битве при Ватерлоо. В 1821 году 10-й и 11-й батальон были переименованы в 27-й и 28-й батальон. Затем они были объединены в один 27-й батальон, который 16 октября 1868 года был разделён на два подразделения. Первое — «Войска колониальных властей Кюрасао», задачей которого была оборона Нидерландских Антильских островов; второе — «Колониальные войска в Суринаме», задачей которого была защита Суринама. Эти подразделения были переданы в управление Министерства колоний.
В 1929 году участвовали подавлении беспорядков на острове Кюрасао. В 1939 году были сформированы подразделения Суринамской милиции, в которое могли войти коренные жители Суринама. В 1957 году подразделения Колониальных войск Нидерландов в Суринаме были переведены из управления Министерства колоний под управление Королевской армии Нидерландов.
После обретения независимости Суринамом 25 ноября 1975 года, Колониальные войска были распущенны, а многие военнослужащие из этих подразделений влились в вновь созданные Вооруженные силы Суринама.